# NGC 1134
NGC 1134 é uma galáxia espiral (Sb) localizada na direcção da constelação de Aries. Possui uma declinação de +13° 00' 53" e uma ascensão recta de 2 horas, 53 minutos e 41,1 segundos.
A galáxia NGC 1134 foi descoberta em 16 de Outubro de 1784 por William Herschel.